# Xylomimus baculus
Xylomimus baculus är en skalbaggsart som beskrevs av Bates 1865. Xylomimus baculus ingår i släktet Xylomimus och familjen långhorningar. Inga underarter finns listade i Catalogue of Life.